# Opañel (métro de Madrid)
Opañel est une station de la ligne 6 du métro de Madrid, en Espagne.

## Situation
La station de métro se situe entre Oporto et Plaza Elíptica.

## Historique
La station est ouverte le 7 mai 1981. Elle porte alors le nom de Elvas. L'inauguration du tronçon incluant la station est faite par Leopoldo Calvo-Sotelo, président du gouvernement espagnol. La station est ensuite renommée en Opañel, du nom du quartier dans lequel elle se situe.

## Service des voyageurs

### Intermodalité
La station est en correspondance avec les lignes d'autobus no 55, 81, 108, 247, N17 du réseau EMT.